# Psamutis
Psamutis o Userra Pasherienmut, (392 - 391 aC.) va ser un sobirà de la dinastia XXIX d'Egipte.
Manethó, segons Julius Africanus i Eusebi de Cesarea, el va denominar Psammutis i comenta que va regnar un any; a la versió armènia d'Eusebi el citen com Psammutes.

## Biografia
Quan va morir Neferites I hi va haver una breu crisi successòria. El va succeir Acoris, el regnat del qual va ser interromput per Psamutis, qui es va rebel·lar, encara que no es coneix el motiu. Els dos eren família del rei precedent. Tanmateix, després d'un any, Psamutis va ser expulsat del tron, triomfant Acoris.
S'han trobat proves del seu regnat Tebes, on va ordenar continuar la construcció d'un mur de protecció, iniciat per Neferites I, al temple d'Ammó a Karnak.